# Acronicta theodora
Acronicta theodora är en fjärilsart som beskrevs av William Schaus 1894. Acronicta theodora ingår i släktet Acronicta och familjen nattflyn. Inga underarter finns listade i Catalogue of Life.